# Frisby Branch (Grease Creek)
Der Frisby Branch ist ein 8,2 Kilometer langer Fluss im Buckingham County im US-Bundesstaat Virginia.

## Geographie

### Verlauf
Er entspringt in einem Waldgebiet 150 Meter südöstlich der State Route 636 (Tower Hill Road). Ab hier fließt er in leicht südöstliche Richtung. Er mündet etwa 500 Meter östlich der Virginia State Route 24 in den Grease Creek.

### Einzugsgebiet
Sein Einzugsgebiet beträgt 12,75 km².

### Nebenflüsse
Im Laufe seines Verlaufs münden zwei namenlose Nebenflüsse in den Frisby Branch.